# Atletiek op de Olympische Zomerspelen 2012 – 400 meter horden vrouwen
De 400 meter horden vrouwen op de Olympische Zomerspelen 2012 in Londen vond plaats op 5 augustus, series, 6 augustus, halve finales, en 7 augustus 2012, finale. Regerend olympisch kampioene is Melaine Walker uit Jamaica.

## Records
Voorafgaand aan het toernooi waren dit het wereldrecord en het olympisch record.
| Wereldrecord     | Joelia Petsjonkina | 52,34 | Toela  | 8 augustus 2003  |
| Olympisch record | Melaine Walker     | 52,64 | Peking | 20 augustus 2008 |

## Uitslagen

### Serie
Kwalificatieregel: vier snelste van elke heat (Q) plus de vier snelste overall (q).
Heat 1
| Rang | Atlete                | Land | Tijd  | Opmerkingen |
| ---- | --------------------- | ---- | ----- | ----------- |
| 1    | Zuzana Hejnová        | CZE  | 53,96 | Q, SB       |
| 2    | T'erea Brown          | USA  | 54,72 | Q, PB       |
| 3    | Eilidh Child          | GBR  | 56,14 | Q           |
| 4    | Sarah Wells           | CAN  | 56,47 | Q           |
| 5    | Eglė Staišiūnaitė     | LTU  | 57,79 |             |
| 6    | Tatyana Azarova       | KAZ  | 58,53 |             |
| 7    | Maureen Jelagat Maiyo | KEN  | 62,16 |             |
| –    | Vanja Stambolova      | BUL  | DNF   |             |

Heat 2
| Rang | Atlete                | Land | Tijd        | Opmerkingen |
| ---- | --------------------- | ---- | ----------- | ----------- |
| 1    | Kaliese Spencer       | JAM  | 54,02       | Q           |
| 2    | Muizat Ajoke Odumosu  | NGR  | 54,93       | Q           |
| 3    | Anna Jesień           | POL  | 55,44       | Q, SB       |
| 4    | Lauren Boden          | AUS  | 56,27       | q           |
| 5    | Raasin McIntosh       | LBR  | 57,39       |             |
| 6    | Natalya Asanova       | UZB  | 58,05       |             |
| 7    | Noraseela Mohd Khalid | MAS  | 60,16       |             |
| –    | Natalja Antjoech      | RUS  | DSQ (53,90) |             |
| –    | Ghfran Almouhamad     | SYR  | DSQ (58,04) |             |

Heat 3
| Rang | Atlete            | Land | Tijd  | Opmerkingen |
| ---- | ----------------- | ---- | ----- | ----------- |
| 1    | Lashinda Demus    | USA  | 54,60 | Q           |
| 2    | Hanna Titimets    | UKR  | 55,08 | Q           |
| 3    | Vera Barbosa      | POR  | 55,22 | Q, NR       |
| 4    | Elena Churakova   | RUS  | 55,26 | Q           |
| 5    | Denisa Rosolová   | CZE  | 55,42 | q           |
| 6    | Sara Petersen     | DEN  | 56,01 | q           |
| 7    | Lucy Jaramillo    | ECU  | 57,74 |             |
| 8    | Princesa Oliveros | COL  | 58,95 |             |

Heat 4
| Rang | Atlete           | Land | Tijd  | Opmerkingen |
| ---- | ---------------- | ---- | ----- | ----------- |
| 1    | Georganne Moline | USA  | 54,31 | Q, PB       |
| 2    | Nickiesha Wilson | JAM  | 55,53 | Q           |
| 3    | Irina Davydova   | RUS  | 55,55 | Q           |
| 4    | Élodie Ouédraogo | BEL  | 55,89 | Q           |
| 5    | Angela Moroșanu  | ROU  | 56,64 |             |
| 6    | Sharolyn Scott   | CRC  | 57,03 |             |
| 7    | Janeil Bellille  | TRI  | 57,27 |             |
| 8    | Nikolina Horvat  | CRO  | 58,49 |             |
| –    | Nagihan Karadere | TUR  | DSQ   |             |

Heat 5
| Rang | Atlete                   | Land | Tijd  | Opmerkingen |
| ---- | ------------------------ | ---- | ----- | ----------- |
| 1    | Perri Shakes-Drayton     | GBR  | 54,62 | Q           |
| 2    | Melaine Walker           | JAM  | 54,78 | Q           |
| 3    | Hanna Yaroshchuk         | UKR  | 54,81 | Q           |
| 4    | Hayat Lambarki           | MAR  | 55,58 | Q           |
| 5    | Satomi Kubokura          | JPN  | 55,85 | q, SB       |
| 6    | Xiaoxiao Huang           | CHN  | 56,29 |             |
| 7    | Déborah Rodríguez        | URU  | 57,04 | NR          |
| 8    | Jailma de Lima           | BRA  | 57,05 |             |
| 9    | Christine Sonali Merrill | SRI  | 57,15 | SB          |

### Halve finale
Kwalificatieregel: eerste twee van elke heat (Q) plus de twee snelste tijden overall (q).
Heat 1
| Rang | Atlete           | Land | Tijd        | Opmerkingen |
| ---- | ---------------- | ---- | ----------- | ----------- |
| 1    | Zuzana Hejnová   | CZE  | 53,62       | Q, SB       |
| 2    | T'erea Brown     | USA  | 54,21       | q, PB       |
| 3    | Élodie Ouédraogo | BEL  | 55,20       | PB          |
| 4    | Nickiesha Wilson | JAM  | 55,77       |             |
| 5    | Hayat Lambarki   | MAR  | 56,18       |             |
| 6    | Vera Barbosa     | POR  | 56,27       |             |
| 7    | Lauren Boden     | AUS  | 56,66       |             |
| –    | Natalja Antjoech | RUS  | DSQ (53,30) |             |

Heat 2
| Rang | Atlete               | Land | Tijd  | Opmerkingen |
| ---- | -------------------- | ---- | ----- | ----------- |
| 1    | Lashinda Demus       | USA  | 54,08 | Q           |
| 2    | Kaliese Spencer      | JAM  | 54,20 | Q           |
| 3    | Perri Shakes-Drayton | GBR  | 55,19 |             |
| 4    | Hanna Yaroshchuk     | UKR  | 55,51 |             |
| 5    | Irina Davydova       | RUS  | 55,86 |             |
| 6    | Sara Petersen        | DEN  | 56,21 |             |
| 7    | Anna Jesień          | POL  | 56,28 |             |
| 8    | Sarah Wells          | CAN  | 56,71 |             |

Heat 3
| Rang | Atlete               | Land | Tijd  | Opmerkingen |
| ---- | -------------------- | ---- | ----- | ----------- |
| 1    | Muizat Ajoke Odumosu | NGR  | 54,40 | Q, NR       |
| 2    | Georganne Moline     | USA  | 54,74 | Q           |
| 3    | Denisa Rosolová      | CZE  | 54,87 | q           |
| 4    | Hanna Titimets       | UKR  | 55,10 |             |
| 5    | Elena Churakova      | RUS  | 55,70 |             |
| 6    | Melaine Walker       | JAM  | 55,74 |             |
| 7    | Eilidh Child         | GBR  | 56,03 |             |
| 8    | Satomi Kubokura      | JPN  | 56,25 |             |

### Finale
| Rang   | Baan | Atlete               | Land | Tijd        | Opmerkingen |
| ------ | ---- | -------------------- | ---- | ----------- | ----------- |
| Goud   | 7    | Lashinda Demus       | USA  | 52,77       | SB          |
| Zilver | 4    | Zuzana Hejnová       | CZE  | 53,38       | SB          |
| Brons  | 9    | Kaliese Spencer      | JAM  | 53,66       | SB          |
| 4      | 8    | Georganne Moline     | USA  | 53,92       | PB          |
| 5      | 2    | T'erea Brown         | USA  | 55,07       |             |
| 6      | 3    | Denisa Rosolová      | CZE  | 55,27       |             |
| 7      | 6    | Muizat Ajoke Odumosu | NGR  | 55,31       |             |
| –      | 5    | Natalja Antjoech     | RUS  | DSQ (52,70) |             |